# Armand Penverne
Armand Penverne (Pont-Scorff, 26 de novembro de 1926 - 27 de fevereiro de 2012) foi um futebolista francês. 

## Carreira
Ele competiu na Copa do Mundo FIFA de 1954, sediada na Suíça, na qual a seleção de seu país terminou na nona colocação dentre os 16 participantes.

## Títulos
- Copa do Mundo de 1958: 3º Lugar